# Красная рыба
Кра́сная ры́ба — общее название деликатесных видов рыбы из семейства осетровых.

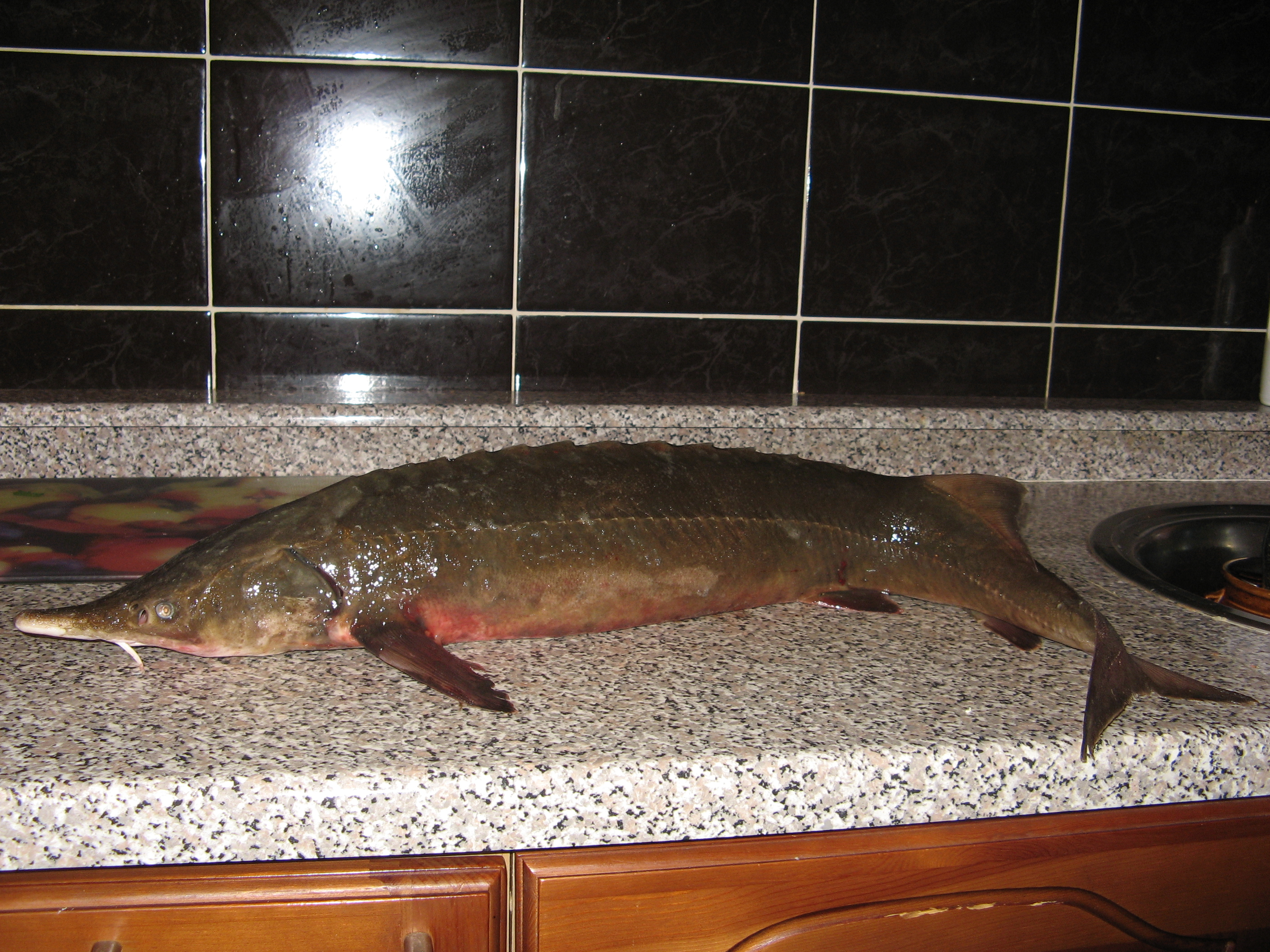
Сибирский осётр, один из представителей семейства осетровых

В обиходной речи часто применяется к лососёвым, обитающим на Дальнем Востоке, а также в Баренцевом и Белом морях: сёмга, форель, горбуша, кета, нерка, так как мясо многих из них имеет различные оттенки красного или красно-розового цвета. В то же время некоторые лососёвые рыбы (например, сиги и нельма) имеют мясо молочно-белого цвета и в Сибири и на севере Европейской части России называются белой рыбой. Головы и части хребта красной рыбы называются головизной.

## История термина
Первоначально красной рыбой называли только осетровых рыб (обитающих в Каспийском море): белугу, стерлядь, севрюгу, осетра за высокие пищевые качества, хотя их мясо имеет розовато-жёлтую окраску.

Главное деленье этого класса [рыбы]: костистые и хрящистые, или, как у нас их зовут: чёрная и красная рыба.
— «Толковый словарь живого великорусского языка»
Это связано с историческим значением слова «красный», означавшим нечто красивое, ценное. Такое словоупотребление свойственно, к примеру, для казаков Яицкого (Уральского) казачьего войска, которые лучшую рыбу в декабре, после багренья, отправляли санным поездом в подарок императору в Санкт-Петербург. Аналогично охотники называли «красным зверем» наиболее ценную добычу:

Красная дичь (охот.) — лучшая болотная дичь. Красный зверь (устар. охот.) — наиболее ценимые охотниками звери: медведи, волки, лисицы и т. п. Красная рыба — бескостные рыбы, являющиеся высшим сортом съедобных рыб (осётр, севрюга и т. п.).
— «Толковый словарь русского языка»
Есть и другое мнение: красной эта рыба называлась потому, что она была в средней полосе России дорога и продавалась в крупных городах (Москва, Санкт-Петербург) только за красные червонцы.

Термин «красная рыба» осетровым присвоен в том смысле и значении, в каком красным в старину называли всё редкое, дорогое, красивое: «красна-девица», «красное солнышко», «красный товар».
— Красная и белая рыба // Книга о вкусной и здоровой пище. 8-е издание, исправленное и дополненное, М.: Агропромиздат. Л. М. Богатова. 1987.
На Кубани и в Прикаспии (Астраханская область, Дагестан), регионах распространения осетровых рыб, под выражением «красная рыба» до сих пор понимают именно осетровых.